# Laura Escanes Espinosa
Laura Escanes Espinosa (Sabadell, 13 d'abril del 1996) és una model i influenciadora catalana coneguda pel seu treball amb la marca Majorica i per haver desfilat a la 080 Barcelona i a la Setmana de la Moda de Nova York per a la marca Custo Barcelona.

## Biografia
És filla de Carles Escanes i Anna Espinosa. L'any 2015 va començar els seus estudis universitaris de periodisme, encara que poc després va abandonar-los. D'ençà de 2018 estudia la carrera de comunicació, a distància.
Va crear el seu perfil de Instagram el 2012 per recomanació del seu pare per compartir fotos dels seus viatges. Des de llavors, ha guanyat popularitat a la xarxa social, acumulant més d'1 milió de seguidors en data de desembre de 2019.
El 2015 va col·laborar amb la marca de joies mallorquina Majorica per a la campanya publicitària Why Not. El 2016 va desfilar al 080 Barcelona Fashion Week amb la marca Custo Barcelona i aquest mateix any va debutar a la New York Fashion Week desfilant per la mateixa marca.
L'any 2018 va publicar un llibre de poemes, Piel de letra.
Va mantenir una relació de dos anys amb el jugador de pòquer professional Ferran Reñaga. Poc després de la seva ruptura, el 2015, va començar una relació amb el presentador Risto Mejide, 21 anys més gran que ella. Es van casar l'any 2017 i l'any 2019 van tenir una filla. També van produir un pòdcast conversacional junts, amb el títol de Cariño, ¿pero qué dices?. Van anunciar la seva separació el setembre de 2022. Seguidament, mantingué una relació amb el cantant Álvaro de Luna, que finalitzà l'octubre de 2023. El 29 de novembre de 2022 va estrenar el seu propi pòdcast, titulat Entre el cielo y las nubes.
El maig de 2023, es va anunciar que Laura Escanes presentaria un nou programa d'aventures, La travessa, a TV3, el qual tindria tres temporades. La tardor de 2023 es va anunciar que presentaria les campanades la nit de Cap d'Any juntament amb Miki Núñez. El 2024 van tornar a presentar-les.
El 2025 fou inclosa a la llista Forbes de les 100 dones més influents de Catalunya.